# ريتشارد مانويل
ريتشارد مانويل هو مغن مؤلف وعازف بيانو ومغني كندي، ولد في 3 أبريل 1943 في ستراتفورد في كندا، وتوفي في 4 مارس 1986 في وينتر بارك، فلوريدا في الولايات المتحدة بسبب شنق.

## وصلات خارجية
- ريتشارد مانويل على موقع IMDb (الإنجليزية)
- ريتشارد مانويل على موقع الموسوعة البريطانية (الإنجليزية)
- ريتشارد مانويل على موقع ميوزك برينز (الإنجليزية)
- ريتشارد مانويل على موقع إن إن دي بي (الإنجليزية)
- ريتشارد مانويل على موقع أول ميوزيك (الإنجليزية)
- ريتشارد مانويل على موقع ديسكوغز (الإنجليزية)
- ريتشارد مانويل على موقع قاعدة بيانات الفيلم (الإنجليزية)